# Cedicoides
Cedicoides is een geslacht van spinnen uit de familie Desidae.

## Soorten
De volgende soorten zijn bij het geslacht ingedeeld:
- Cedicoides maerens (Simon, 1889)
- Cedicoides parthus (Fet, 1993)
- Cedicoides pavlovskyi (Spassky, 1941)
- Cedicoides simoni (Charitonov, 1946)